# Johann von Waldow († 1424)
Johann von Waldow, auch Johann der Jüngere von Waldow; nach der Bischofsliste von Lebus: Johann VI. von Waldow, († 5. März 1424) war von 1423 bis 1424 Bischof von Lebus.

## Leben
Johann entstammte dem Adelsgeschlecht von Waldow. Er studierte Theologie und Kirchenrecht an der Universität Bologna. Nach der Rückkehr ins Lebuser Land wurde er Archidiakon im Lebuser Domkapitel und Propst von Berlin, wo er ein Vertrauter des Markgrafen und ab 1415 Kurfürsten Friedrich I. war. 1415 nahm er am Konzil von Konstanz teil. 
Nach dem Tod seines gleichnamigen Bruders Johann wurde er vom Lebuser Domkapitel am 11. September 1423 zu dessen Nachfolger als Bischof von Lebus gewählt, starb jedoch schon am 5. März 1424.